# Parafia Matki Bożej Częstochowskiej w Tarnobrzegu
Parafia pod wezwaniem Matki Bożej Częstochowskiej w Tarnobrzegu – parafia mieści się na osiedlu Sobów, przy ulicy Bema.  

## Historia
Dzielnica Sobów do 1976 roku była osobną miejscowością. Mieszkańcy należeli do parafii Wielowieś. Parafia w Sobkowie została erygowana 6 czerwca 1969 roku przez biskupa Ignacego Tokarczuka. Początkowo powstała mała kaplica na około 30 osób, która została rozbudowana w I poł. lat 70. XX wieku. Została ona poświęcona w 1975 roku. Kościół parafialny pw. Matki Bożej Częstochowskiej zbudowano w latach 1990–1991 według projektu inż. Stanisława Farbisza z Krakowa. Świątynia została oddana do użytku 1 listopada 1991 roku. W 2006 roku ks. Andrzej Maczuga przeprowadził remont kościoła. 18 grudnia 2016 roku świątynię poświęcił bp K. Nitkiewicz.   
Kościół jest jednonawowy. Na frontonie wznosi się niewielka, kwadratowa wieża, wyrastająca znad przyczółkowego dachu, okrywającego kruchtę. Wewnątrz widoczne jest betonowe belkowanie stropu oraz arkada, prowadząca do absydy prezbiterium, w której znajduje się krzyż i tabernakulum.  

## Proboszczowie
- ks. Adam Burda (1969–2006)[1]
- ks. Andrzej Maczuga(2006–2020)[3]
- ks. Józef Kruk (2020–2021 )[4]
- ks. Zbigniew Pustuła (od 2021)[2]